# Fokker F27
Pour les articles homonymes, voir F27.
Dimensions
Le Fokker F27 est un avion à turbopropulseurs court courrier de 44 places, développé et produit par le constructeur néerlandais Fokker, et conçu pour succéder au DC-3. Le premier vol eut lieu le 24 novembre 1955 et le premier exemplaire fut livré à Aer Lingus en novembre 1958.

## Développement et construction
Le développement du Fokker F-27 commença dans les années 1950 pour remplacer le fameux Douglas DC-3. Les concepteurs étudièrent différentes configurations, avant de retenir le projet d'un bi-turbopropulseur (avec des moteurs de type Rolls-Royce Dart) à ailes hautes et cabine pressurisée, pouvant contenir 26 passagers.
Le premier prototype (immatriculé PH-NIV) effectua son premier vol le 24 novembre 1955. Le second prototype fut rallongé de 0,9 m par rapport à son prédécesseur, résolvant ainsi le problème de manœuvrabilité de l'appareil, celui-ci étant auparavant légèrement trop centré arrière. Par la même occasion, cette extension permit de rajouter quatre sièges, portant la capacité à 32 passagers. Par ailleurs, cette seconde version était motorisée par des moteurs Rolls-Royce légèrement plus puissants (Version Dart Mk.528).

## Production
Le premier modèle produit en série (le Fokker F27-100), fut livré à Aer Lingus en 1958. Les premières compagnies à s'être portées acquéreurs de cet appareil furent entre autres Braathens, Luxair, Ansett, Trans Australia Airlines et Turkish Airlines.
En 1956, Fokker signa avec Fairchild un accord autorisant le constructeur américain à produire des Fokker 27 sous leur propre franchise aux États-Unis. Le premier de ces avions construit aux États-Unis effectua son premier vol le 12 avril 1958. Par la suite, Fairchild développa indépendamment une version rallongée du Friendship, appelée FH-227. La plupart des ventes des F-27 effectuées par Fairchild se sont faites au sein du marché américain.
La production du F27 s'arrêta en 1987, avec 586 exemplaires vendus par Fokker et 207 F-27 et FH-227 produits sous licence par Fairchild. Ces chiffres font de cet appareil le plus gros succès commercial en Europe occidentale pour un avion de ligne turboproplusé. De nombreux appareils furent convertis du transport de passagers au transport de marchandises. Bon nombre d'entre eux sont toujours en service actuellement[Quand ?].
Développé dès le début des années 1980, le Fokker 50 devint le successeur du F27 Friendship. Le Fokker 50 emprunta essentiellement la cellule du F-27 mais l'installation d'une avionique récente et de moteurs Pratt & Whitney Canada PW124 firent de lui un appareil véritablement moderne.

## Versions

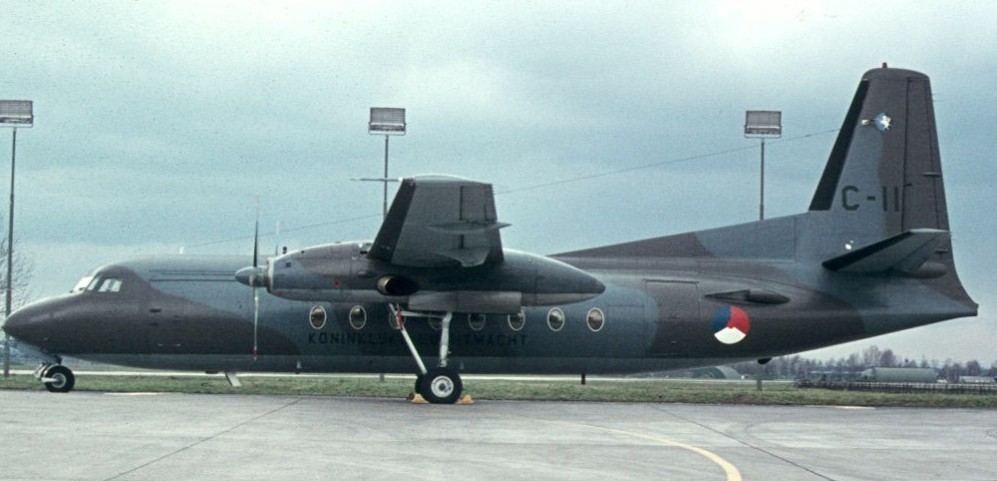
F27-300M, transport de troupes de l'armée de l'air royale néerlandaise, au milieu des années 1970.

- F27-100 : Première version produite, 44 passagers ;
- F27-200 : Utilise le moteur Dart Mk.532 ;
- F27-300 Combiplane : Appareil civil de transport mixte passagers/cargo ;
- F27-300M Troopship : Version militaire de transport de troupes pour l'armée de l'air royale néerlandaise ;
- F27-400 : Appareil « Combi » passagers/cargo, avec deux moteurs turbopropulseurs Rolls-Royce Dart 7 et une grande porte cargo ;
- F27-400M : Version militaire pour l'US Army sous la dénomination C-31A Troopship, encore en service en 2011 ;
- F27-500 : La version -500, disposait d'un fuselage rallongé de 1,5 m, d'un retour aux moteurs Dart Mk.528, et d'une capacité de 52 passagers. Elle vola pour la première fois en novembre 1967 ;
- F27-500M : Version militaire ;
- F27-500F : Une version du -500 pour l'Australie, avec des portes avant et arrière plus petites ;
- F27-500 Friendship : Version conçue uniquement pour l'Europe Occidentale. Premier vol en novembre 1955. 586 exemplaires conçus.
- F27-600 : Version du -200 avec une grande porte cargo, permettant un basculement rapide de configuration cargo/passager ;
- F27-700 : Le F27-100 avec une grande porte cargo ;
- F27 200-MAR : Version de reconnaissance maritime non armée ;
- F27 Maritime Enforcer : Version de reconnaissance maritime armée ;
- F-27 : Production sous licence par Fairchild Hiller aux États-Unis.
- FH-227 : Version allongée du F27, développé et produite indépendamment par Fairchild Hiller aux États-Unis.

## Liste des pays exploitant des Fokker 27
- Algérie
- Angleterre
- Angola
- Argentine, retiré en novembre 2016[1].
- Australie
- Bangladesh
- Biafra
- Belgique
- Bolivie
- Brésil
- Côte d'Ivoire
- Djibouti
- Cuba
- Danemark
- Espagne Avion de patrouille maritime en mode sauvetage, retiré du service en 2013.
- Finlande
- France
- Ghana
- Guatemala
- Honduras
- Inde
- Indonésie
- Iran
- Islande
- Italie
- Kenya
- Luxembourg
- Mexique
- Birmanie
- Pays-Bas
- Norvège
- Nouvelle-Zélande
- Nigeria
- Pakistan
- Panama
- Pérou
- Philippines
- Sénégal
- Soudan
- Suède
- Suisse
- Thaïlande
- Turquie
- États-Unis
- Uruguay
- Yémen
- Comores

## Accidents notables

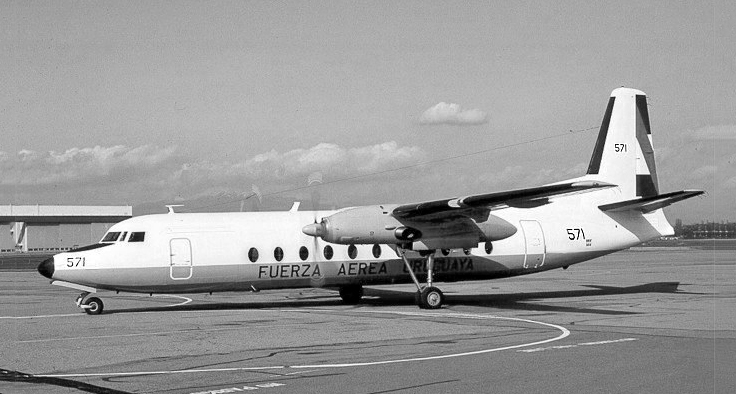
Une réplique du Fokker F27 qui s'est écrasé dans les Andes en octobre 1972. Trois autres coques ont été repeintes pour le tournage du film « Les survivants », se rapportant à la catastrophe. Une partie des plans du film a été tournée en Colombie Britannique (Canada), et bien que la photo semble dater de 1972, à cause de ses effets trompeurs, l'avion pris en photo est en fait sur l'Aéroport international de Vancouver, en 1993. On peut d'ailleurs apercevoir le Mount Seymour au loin en arrière-plan.

- Le 10 juin 1960, un Fokker 27 de la compagnie australienne TAA s'écrase au cours de son approche de nuit et par brouillard à Mackay, en Australie, causant la mort de 29 personnes. Cet incident reste à ce jour le plus gros désastre dans l'histoire de l'aviation civile australienne. L'enquête n'a pas réussi à déterminer les causes exactes de l'accident ;
- Le 23 janvier 1971 en Corée du Sud, le vol « HL5212 » de Korean Air effectuant le trajet sur un F27-500 Friendship entre les villes de Sokcho à Gimpo subit un détournement et réalise un amerrissage forcé sur la plage côtière de Chodo-ri dans le district de Goseong. Avec un total de 55 personnes, seules deux sont décédés : l'assaillant et le copilote ;
- Le vol 571 Fuerza Aérea Uruguaya, ou le « Drame de la cordillère des Andes », est un accident d'un Fairchild F-227 de la force aérienne uruguayenne, survenu le vendredi 13 octobre 1972, qui s'est écrasé dans les Andes (34° 45′ 54″ S, 70° 17′ 11″ O). Seize des 45 occupants de l'appareil ont survécu, après être restés isolés pendant 72 jours et s'être nourris des restes humains des victimes de l'accident pour survivre ;
- Le 24 juillet 1974, un Fokker 27 d'Air France, assurant le service postal Rennes - Nantes, accroche de nuit une ligne à haute tension et s'écrase, faisant trois victimes ;
- Le 28 janvier 1979, à 17 h30 s, alors qu'un équipage composé de mécaniciens effectuait un vol d'essai après être intervenu sur un aileron, l'avion de la compagnie Uni Air Rouergue (UAR), qui assurait d'ordinaire la liaison Rodez-Marcillac-Paris-Le Bourget, volant à basse altitude a percuté la pente d'un champ à la Landrerie, près de Sainte-Radegonde. L'appareil s'est abîmé dans ce champ, entre deux arbres. Parmi les décombres de l'appareil, les secours ne retrouveront qu'un seul survivant, un jeune ingénieur. Le Fokker en question, d'une capacité de 50 places, avait été réceptionné par UAR le 1er février 1978 et mis en service le 10 février. Sa garantie courait jusqu'au 10 février 1979. C'est en phase d'approche pour atterrir à l'aéroport que l'avion s'est écrasé. Plusieurs anomalies quant à cette approche de la piste d'atterrissage ont été révélées par l'enquête. En effet, d'après cette dernière, il y aurait eu un échec de l'équipage à se « niveler » à l'altitude demandée pour l'approche de la piste et il semblerait que d'autres facteurs aient participé à ce drame, dont un manque de préparation à ce vol et l'absence d'utilisation de l'altimètre. De plus, aucune carte d'approche n'était présente dans la cabine pour accrocher l'aéroport de Marcillac[2],[3] ;
- Le 29 mars 1979, un vol de la compagnie Québecair s'écrase dans un champ, peu après son décollage de l'aéroport international Jean-Lesage de Québec. Le bilan de la tragédie est de 17 morts et 7 blessés ;
- Le 8 décembre 1979, le vol 631 de la compagnie PIA reliant Gilgit à Rawalpindi s'écrase et cause la mort de 26 personnes, dans les montagnes du village de Maidan, au sud de Jalkot dans le district du Kohistan (au Nord du Pakistan)[4], [5], [6] ;
- Le 9 juillet 1981, lors d'un vol d'entraînement un avion de la DAT volant pour la SABENA, immatriculé OO-DTA, connu des problèmes de moteur. Il ne put rejoindre l'aéroport de Bruxelles et s'est posé sans trop de dégât dans un champ de pommes de terre, dans l'axe de la piste 25L à environ un kilomètre du seuil de celle-ci. Les deux pilotes, seuls à bord, ne furent pas blessés. L'avion après avoir été réparé fut remis en service le 24 décembre 1981 et fit son premier vol commercial le 1er janvier 1982.
- Le 4 août 1984, un vol de la compagnie Biman Bangladesh Airlines en provenance de Chittagong s'écrase dans les marécages, autour de l'aéroport international Shah Jalal, après avoir raté deux fois son approche en faisant 49 victimes. Ce vol était piloté par la première femme pilote de ligne du pays, Kaniz Fatema Roksana ;
- Le 16 août 1986, faisant usage d'un missile sol-air portatif Strela-2, l'Armée populaire de libération du Soudan abat un Fokker F-27 Friendship 400M de la Sudan Airways, en train de décoller de l'aéroport de Malakal, tuant sur-le-coup les 60 personnes à bord[7] ;
- Le 8 décembre 1987, l'équipe de football péruvienne de l'Alianza Lima périt à la suite du crash de l'avion qui les ramenait d'un match à Pucallpa. Seul le pilote survécut au drame ;
- Le 4 mars 1988, un FH227 effectuant un vol entre l'aéroport de Nancy-Essey et l'aéroport d'Orly s'écrase près de Machault (Seine-et-Marne) à 7 h 37, tuant ses trois membres d'équipage et vingt passagers. La cause de l'accident est due à une panne électrique. Parmi les passagers se trouvait Olivier Lejeune, jeune fondateur de la société Olitec ;
- Le 19 octobre 1988, 34 personnes périrent dans le crash d'un appareil de la compagnie indienne Vayudoot, dans les alentours de Guwahati ;
- Le 10 avril 1989, un FH227 exploité par la compagnie Uni Air International, percute une paroi du Vercors, en approche sur Valence, ne laissant aucun survivant parmi la vingtaine de personnes à bord. L'accident est dû à une erreur de navigation ;
- Le 11 novembre 2002, un F27 de la compagnie Laoag Air s'écrase dans la baie de Manille, causant la mort de 20 personnes ;
- Le 20 février 2003, un F27 militarisé s'est écrasé dans le Nord-Ouest du Pakistan, entraînant le décès du chef de l'armée de l'air pakistanaise, Mustafa Ali Mirza, ainsi que sa femme et 15 autres personnes ;
- Le vol 688 de la compagnie Pakistan International Airlines s'est écrasé quelques minutes après son décollage de l'aéroport de Multan le 10 juin 2006. Cet appareil transportait 45 personnes, et aucune d'entre elles ne survécut à l'accident. Un feu moteur serait responsable de la perte de l'appareil ;
- Le 6 avril 2009, un F27 de l'Armée de l'air indonésienne s'est écrasé à Bandung, en tuant les 24 occupants de l'appareil. De fortes chutes de pluie seraient responsables de l'accident. D'après certaines informations, l'appareil se serait écrasé dans un hangar durant sa phase d'atterrissage. Un instructeur, 6 membres d'équipage et 17 recrues des forces spéciales se trouvaient à bord ;
- Dans la nuit du 24 au 25 octobre 2013, un F27-500 appartenant à Europe Airpost et opéré par la société MiniLiner (en) a subi la perte d'une pale de l'hélice gauche, qui a traversé le fuselage, forçant l'équipage à réaliser un atterrissage d'urgence sur l'aéroport de Paris-Charles-de-Gaulle[8].